# Confederación Panamericana de Ciclismo
La Confederación Panamericana de Ciclismo (COPACI), es un organismo autónomo, constituido por las asociaciones nacionales de ciclismo de los países del continente americano, miembros de la UCI y reconocidas como únicas autoridades de esta disciplina por sus respectivos Comités Olímpicos Nacionales. Su actual presidente es el cubano José Manuel Peláez Rodríguez. Desde 1974 organiza los Campeonato Panamericano de Ciclismo en Ruta, Pista, MTB, BMX, Ciclocrós y otras disciplinas del ciclismo.y otras cosas

## Fundación
Fue fundada el 24 de setiembre de 1922 en la ciudad de Montevideo, República Oriental del Uruguay, bajo el nombre Confederación Americana de Ciclismo por lo que se constituye en la segunda organización ciclística más antigua del mundo luego de la Unión Ciclista Internacional.

## Organización
COPACI es el órgano rector de la actividad ciclística en América. Interactúa con más de 40 Federaciones Nacionales, con la Organización Deportiva Panamericana (ODEPA), los Comités Olímpicos Nacionales, la Unión Ciclística Internacional y demás instituciones deportivas subregionales.
Es, además, el órgano representativo común del deporte del ciclismo en el continente americano, que reconoce al movimiento olímpico promovido por el Comité Olímpico Internacional (COI), y los preceptos estatutarios y reglamentarios de la Unión Ciclista Internacional (UCI), y de la Organización Deportiva Panamericana.
Su Comité Ejecutivo radica en la ciudad en que habite el presidente de la Confederación, en este caso Cuba

## Resumen Histórico
Su primer presidente fue el uruguayo Juan Bruno Maglia, quien desempeñó el cargo durante 36 años, hasta que en 1958 fue reemplazado por el colombiano Marcos Arambula Durán, que estuvo al frente del organismo por espacio de 21 años, mandato en que cambió de nombre por el actual de Confederación Panamericana de Ciclismo.
Arambula ejerció hasta el año 1979, fecha donde el venezolano Armando Ustariz resultó elegido presidente, responsabilidad que desempeñó hasta 1987.
En ese año, el mando lo tomó Guillermo Gutiérrez, de México, quien se mantuvo como presidente por un período de cuatro años.
En 1991, resultó elegido Presidente José Manuel Peláez Rodríguez, quien posteriormente fue elegido Miembro del Comité Director de la Unión Ciclista Internacional (UCI) hasta la actualidad.

## Presidentes
| Período   | Nombre                       | País      |
| --------- | ---------------------------- | --------- |
| 1922–1958 | Juan Bruno Maglia            | Uruguay   |
| 1958–1979 | Marcos Arambula Durán        | Colombia  |
| 1979–1987 | Armando Ustariz              | Venezuela |
| 1987–1991 | Guillermo Gutiérrez          | México    |
| 1991–     | José Manuel Peláez Rodríguez | Cuba      |

## Federaciones afiliadas
En 2014, son 39 federaciones nacionales afiliadas a COPACI, mientras que 6 federaciones son invitadas pero sin voto.
| Antigua y Barbuda                                            | Haití                                                         |
| Argentina                                                    | Honduras                                                      |
| Aruba                                                        | Islas Caimán                                                  |
| Bahamas                                                      | Islas Vírgenes de los Estados Unidos                          |
| Barbados                                                     | Jamaica                                                       |
| Belice                                                       | México                                                        |
| Bermudas                                                     | Nicaragua                                                     |
| Bolivia                                                      | Panamá                                                        |
| Brasil                                                       | Paraguay                                                      |
| Canadá Archivado el 26 de agosto de 2011 en Wayback Machine. | Perú                                                          |
| Chile                                                        | Puerto Rico                                                   |
| Colombia                                                     | República Dominicana                                          |
| Costa Rica[12]                                               | San Cristóbal y Nieves                                        |
| Cuba                                                         | San Vicente y las Granadinas                                  |
| Ecuador                                                      | Santa Lucía                                                   |
| El Salvador                                                  | Surinam                                                       |
| Estados Unidos                                               | Trinidad y Tobago                                             |
| Granada                                                      | Uruguay Archivado el 4 de octubre de 2017 en Wayback Machine. |
| Guatemala                                                    | Venezuela                                                     |
| Guyana                                                       |                                                               |
| Invitados sin voto                                           |                                                               |
| Curazao                                                      | Martinica                                                     |
| Dominica                                                     | Islas Vírgenes Británicas                                     |
| Guadalupe                                                    | Sint Maarten                                                  |